# بود ویلگولسکیه
بود ویلگولسکیه (به لهستانی:  Budy Wielgoleskie) یک روستا در لهستان است که در گمینا لاتوویچ واقع شده‌است.